# Rue Sainte-Ursule (Liège)
Pour les articles homonymes, voir Rue Sainte-Ursule.
La rue Sainte-Ursule est une ancienne rue du centre historique de la ville de Liège, Belgique, qui relie la place du Marché à la place Saint-Lambert en longeant le palais des princes-évêques et l'espace Tivoli.  

## Odonymie
La rue doit son nom à l'église de Sainte-Ursule et des 11 000 Vierges, église accolée autrefois au palais des princes-évêques. Jusqu'au XIXe siècle, elle s’appelait la rue des 11 000 Vierges.

## Histoire et description
Jusqu'à la démolition de la cathédrale Saint-Lambert à partir de 1794, elle était la seule rue connectant les deux marchés du quartier : le marché (l'actuelle place du Marché) et le vieux marché (la place située entre la cathédrale et le palais). En outre, elle était enjambée par un pont couvert reliant le palais et la cathédrale, et disposait de maisons accolées au palais avant la création d'une aile néogothique à cet endroit entre 1865 et 1870.
Réduite aujourd'hui à un simple tracé piéton longeant la partie sud-est du palais, sa partie méridionale est démolie en 1979 avec tout le pâté de maisons séparant les places Saint-Lambert et du Marché, créant ainsi l'espace Tivoli. 

## Voies adjacentes
- Place du Marché
- Place Saint-Lambert